# María Mercedes
María Mercedes est une telenovela mexicaine diffusée en 1992 sur Canal de las Estrellas.

## Distribution
- Thalía : María Mercedes "Meche" Muñoz de Del Olmo
- Arturo Peniche : Jorge Luis Del Olmo
- Laura Zapata : Malvina Morantes Vda. de Del Olmo
- Gabriela Goldsmith : María Magnolia González de Mancilla
- Carmen Amezcua : Digna Del Olmo
- Carmen Salinas : Doña Filogonia
- Nicky Mondellini : Mística Casagrande de Ordóñez
- Fernando Ciangherotti : Santiago Del Olmo
- Roberto Ballesteros : Cordelio Cordero Manso
- Luis Uribe : Manuel Muñoz
- Fernando Colunga : Chicho
- Karla Álvarez : Rosario Muñoz
- Jaime Moreno : Rodolfo Mancilla
- Raúl Padilla "Choforo" : Argemiro "El Chupes" Camacho
- Luis Gimeno : Don Sebastián Ordóñez
- Roberto "Flaco" Guzmán : Teo "El Jarocho"
- Aurora Molina : Doña Natalia
- Virginia Gutiérrez : Doña Blanca Sáenz
- Jaime Lozano : Dr. Díaz
- Alberto Inzúa : Lic. Mario Portales
- Enrique Marine : Memo Muñoz
- Héctor del Puerto : Officier de Lic. Portales
- Héctor Gómez : Chaplin
- Julio Urrueta : Napoleón
- Silvia Caos : Enfermera Alma
- Carlos Rotzinger : Omar
- Manuel D'Flon : Lázaro
- Irma Torres : Nana Cruz
- José Luis González y Carrasco - Joel
- Agustín López Zabala : Alberto
- Vanessa Angers : Berenice
- Marco Uriel : Adolfo
- Meche Barba : Doña Chonita
- Silvia Campos : Diana San Román
- Rosa Carmina : Rosa
- Evangelina Sosa : Candelaria "Candy"
- Cuco Sánchez : Genaro
- Carlos Corres : Amateo
- Marcela Figueroa : Sara
- Yula Pozo : Lucinda
- Arturo García Tenorio : Rogariano "El Latas"
- Diana Golden : Fabiola Mayerling San Roman
- Lucero Lander : Karin
- Arturo Lorca : El Mollejas
- Rebeca Manríquez : Justa
- Irlanda Mora : Paz
- Erika Oliva : Araceli
- Xavier Ximénez : Padre Enrique
- Rossana San Juan : Zafiro
- Rafael del Villar : Ricardo
- Patricia Navidad : Iris
- Victor Vera : Juez Registro Civil
- Paquita la del Barrio : Paquita
- Ari Telch : Carlos Urbina
- David Ostrosky
- Alfredo Gutiérrez : Dr. Arturo Valadez
- Ricardo Vera : Lic. Gómez Portales
- Lina Michel
- Elia Domenzain : Directeur de l'Académie
- Jeanette Candiani : Gloria
- Martha Zamora : Herminia
- Sara Montes : Rebeca
- Alfredo Gutiérrez : Andresito Muñoz
- María Eugenia Ríos : Directeur de correction
- Eduardo Liñán : Sous publique
- Armando Franco : Elías
- Tito Livio : El Clavo
- Jorge Granillo : El Hamburguesa
- Dolores Salomón "Bodokito" : Ludovina
- Gustavo Rojo : Dr. Pérez
- América : Gabriela
- Aarón Beas : Martín
- Guillermo Murray : Dr. Carvajal
- Miguel Garza : Esteban
- Paola Garera : Mirna
- Eduardo Rivera : Danilo
- José Zambrano : Lic. Robles

## Diffusion internationale
| Pays        | Chaîne                             | Titre          | Série première    |
| ----------- | ---------------------------------- | -------------- | ----------------- |
| Mexique     | Canal de las Estrellas             | María Mercedes | 14 septembre 1992 |
| Mexique     | TLNovelas                          | María Mercedes | 2012              |
| Mexique     | Canal de las Estrellas (rediffusé) | María Mercedes | 2012-2013         |
| Pérou       | América Televisión                 |                |                   |
| Indonésie   | SCTV                               |                |                   |
| Brésil      | SBT                                |                |                   |
| Nicaragua   | Televicentro                       |                |                   |
| Nicaragua   | TV Red                             |                |                   |
| Colombie    | Canal A                            |                |                   |
| Colombie    | Canal Uno                          |                |                   |
| Venezuela   | Venevisión                         |                |                   |
| Venezuela   | Venezolana de Televisión           |                |                   |
| Chili       | Mega                               |                |                   |
| Chili       | La Red                             |                |                   |
| Équateur    | Gama TV                            |                |                   |
| Équateur    | TC Televisión                      |                |                   |
| Argentine   | Telefe                             |                |                   |
| Argentine   | Azul Televisión                    |                |                   |
| Argentine   | Jetix                              |                |                   |
| Argentine   | Magazine                           |                |                   |
| Argentine   | Canal 9                            |                |                   |
| Tunisie     | Canal Horizons                     |                | 1994              |
| Philippines | ABS-CBN                            |                | 1996-1997         |
| Philippines | TV5                                |                | 2021              |
| Paraguay    | Canal 13                           |                |                   |
| Costa Rica  |                                    |                |                   |
| Slovénie    | Kanal A                            |                |                   |
| Malaisie    | NTV7                               |                |                   |
| Lituanie    | TV8                                |                | 2013              |

## Versions
- La italianita (RCTV, 1973)
- Rina (Televisa, 1977)
- Rubí rebelde (RCTV, 1989)
- Inocente de ti (Televisa / Univision, 2004-2005)
- Maria Esperança (SBT, 2007)
- Maria Mercedes (ABS-CBN, 2013)

### Sources
- (es) Cet article est partiellement ou en totalité issu de l’article de Wikipédia en espagnol intitulé « María Mercedes » (voir la liste des auteurs).